# Hendrik Wüst
Hendrik Wüst (Rhede, 1975. július 19. –) német politikus (CDU), 2021. október 27-től Észak-Rajna-Vesztfália tizenkettedik miniszterelnöke. Korábban Laschet-kormány (2017–2021) közlekedésügyi minisztere volt. 2021 óta vezeti az észak-rajna-vesztfáliai CDU-t.

## Életpályája
1998 és 2000 között az észak-rajna-vesztfáliai Fiatal Unió egyesületi pénztárosa és utána az elnöke volt.
2005-től között a észak-rajna-vesztfáliai tartományi gyűlés képviselője (Mitglied des Landtages Nordrhein-Westfalen).
2006 és 2010 között Wüst az észak-rajna-vesztfáliai CDU főtitkára volt.

## Fordítás
Ez a szócikk részben vagy egészben  a   Hendrik Wüst című német Wikipédia-szócikk fordításán alapul.  Az eredeti cikk szerkesztőit annak laptörténete sorolja fel. Ez a jelzés csupán a megfogalmazás eredetét és a szerzői jogokat jelzi, nem szolgál a cikkben szereplő információk forrásmegjelöléseként.